# 我們的那時此刻
《我們的那時此刻》（英語：The Moment）是2016年台灣紀錄片，由《拔一條河》導演楊力州執導，金馬大使桂綸鎂旁白，剪接多部經典電影片段、訪談超過十人以上的金馬影帝影后。這部影片由原本文化部為紀念金馬獎50年的紀錄片《那時此刻》演變，少了大量的金馬獎演進史，加入過去影響台灣的重大社會事件。

## 書籍
| 出版日期 | 書名               | 作者   | 出版社 | ISBN               |
| -------- | ------------------ | ------ | ------ | ------------------ |
| 2016年   | 《我們的那時此刻》 | 楊力州 | 30雜誌 | ISBN 9789869153232 |

## 資料來源
1. ↑  .   [2017-01-05]. （原始内容存档于2021-04-20）.
2. ↑  蔡英文推薦楊力州新作 我們的那時此刻 （页面存档备份，存于）,2016.03.06 自由時報
3. ↑  .   [2016-06-12]. （原始内容存档于2019-11-30）.
4. ↑  .   [2016-06-12]. （原始内容存档于2019-12-03）.
5. ↑  （页面存档备份，存于） 我們的那時此刻 匯集華語片最強卡司[影]

## 外部連結
- Yahoo奇摩電影上《我們的那時此刻》的資料（繁體中文）
- 《（页面存档备份，存于） 那時此刻》在香港雅虎的電影頁面（繁體中文）
- 開眼電影網上《我們的那時此刻》的資料（繁體中文）
- 时光网上《我們的那時此刻》的資料（简体中文）
- 豆瓣电影上《我們的那時此刻》的資料 （简体中文）
- 香港影庫上《我們的那時此刻》的資料（繁體中文）
- 互联网电影数据库（IMDb）上《我們的那時此刻》的资料（英文）